# Orchamus (geslacht)
Orchamus is een geslacht van rechtvleugeligen uit de familie Pamphagidae. De wetenschappelijke naam van dit geslacht is voor het eerst geldig gepubliceerd in 1876 door Stål.

## Soorten
Het geslacht Orchamus omvat de volgende soorten:
- Orchamus davisi Uvarov, 1949
- Orchamus gracilis Brunner von Wattenwyl, 1882
- Orchamus hebraeus Uvarov, 1942
- Orchamus kaltenbachi Massa, 2009
- Orchamus raulinii Lucas, 1854
- Orchamus yersini Brunner von Wattenwyl, 1882